# Preprint
Een preprint (ⓘ) of conceptpublicatie, is een versie van een wetenschappelijk artikel dat voorafgaat aan de publicatie in een peer-reviewed academisch tijdschrift. Een preprint is bijna altijd online en gratis beschikbaar, vaak als een niet opgemaakte versie, voordat en/of nadat een artikel in een tijdschrift is gepubliceerd.

## Functie
Publicatie van een manuscript in een wetenschappelijk peer-reviewed tijdschrift duurt vaak weken, maanden of zelfs jaren na de eerste indiening. Dit komt voornamelijk door de tijd die redacteuren en reviewers nodig hebben om manuscripten te evalueren en te beoordelen, en de tijd die auteurs nodig hebben om kritieken te verwerken. Bij afwijzing van een artikel en herindiening bij een ander tijdschrift duurt het proces nog langer. De noodzaak om snel actuele resultaten binnen een wetenschappelijke gemeenschap te verspreiden, heeft ertoe geleid dat onderzoekers documenten online delen, die bekend staan als preprints.
Preprints zijn manuscripten die nog niet door vakgenoten zijn beoordeeld (peer-review). Ze kunnen worden beschouwd als grijze literatuur. Door de directe verspreiding van preprints krijgen auteurs wel vroegtijdige feedback van hun vakgenoten. Dit kan nuttig zijn bij het reviseren en eventueel delen van een aangepaste versie, en bij het voorbereiden van het artikel voor indiening bij een tijdschrift.
Sinds 1991 worden preprints in toenemende mate elektronisch op internet verspreid, in plaats van op papier. Dit heeft aanleiding gegeven tot grote preprint-servers zoals arXiv.org en institutionele repositories. Vooral in de afgelopen vijf jaar is er een enorme groei ontstaan van preprint servers in allerlei disciplines.
In sommige tijdschriften kan het plaatsen van preprints de publicatie van het onderzoek in de weg zitten vanwege de zogenaamde Ingelfinger Rule - een regel oorspronkelijk opgesteld door The New England Journal of Medicine die ervan uitgaat dat er geen bevindingen worden gepubliceerd die reeds elders, in andere media of in andere tijdschriften zijn gepubliceerd. Het merendeel van de wetenschappelijke uitgevers staat echter wel toe dat werk wordt gepubliceerd op preprint servers voordat ze bij een tijdschrift worden ingediend. Een overzicht van de mogelijkheden per academische uitgeverij, wordt bijgehouden in de Sherpa/Romeo database.

## Verschillende stadia van een artikel
Een preprint is een artikel is dat nog geen officiële peer review heeft ondergaan. Een postprint is een artikel dat door vakgenoten is beoordeeld ter voorbereiding op publicatie in een tijdschrift. Zowel de preprint als de postprint kunnen verschillen van de uiteindelijke gepubliceerde versie van een artikel. Preprints en postprints samen worden e-prints genoemd.

## Preprint servers

### Algemeen
Nature Proceedings, opgericht in 2007, was een preprint server op het gebied van biomedische wetenschappen, scheikunde en aardwetenschappen. Het stopte met het accepteren van nieuwe inzendingen met ingang van 3 april 2012.
Met de oprichting van de Centre for Open Science in 2013 is het aantal preprint servers in verschillende disciplines exponentieel gegroeid.
Recentelijk nemen verschillende onderzoeksfinanciers preprints ook serieus als een versie van de publicatie. Zo verklaarde Wellcome Trust in januari 2017 dat ze preprints nu in subsidieaanvragen zullen accepteren. In februari 2017 lanceerde een coalitie van wetenschappers en biomedische financiers, waaronder de National Institutes of Health, de Medical Research Council en de Wellcome Trust een voorstel voor een centrale site voor preprints voor de biowetenschappen. In februari 2017 kondigde SciELO plannen aan om een preprint-server op te zetten (SciELO Preprints). In maart 2017 hebben de National Institutes for Health een nieuw beleid uitgebracht dat de preprints vooronderzoeken van onderzoek stimuleert.
Zenodo, mede gefinancierd vanuit OpenAire, is een repository voor onderzoeksdata die ook als preprint server wordt gebruikt. Het platform heeft een voorbeeldvertoning en verzorgt een DOI per publicatie.

### Natuurwetenschappen
arXiv (uitgesproken als "archive") is een van de bekendste preprint servers. Het werd opgezet door Paul Ginsparg in 1991 in Los Alamos National Laboratory met als doel om preprints van theoretische hoogenergetische fysica te kunnen distribueren. In 2001 verhuisde arXiv.org naar Cornell University. Het omvat nu de vakgebieden natuurkunde, wiskunde, informatica, biologie, kwantitatieve financiën en statistiek. Binnen het domein van de hoogenergetische fysica is het posten van preprints op arXiv zo gewoon dat veel peer-reviewed tijdschriften de indiening van papers van arXiv direct mogelijk maken, met behulp van het arXiv e-print nummer.
Per 2016 werden er per maand ongeveer 8000 preprints geüpload naar arXiv.
Een engineering preprint server, EngrXiv, werd in 2016 gelanceerd door het Center for Open Science en wordt beheerd door de University of Wisconsin-Stout.
De server ViXra is in 2009 opgericht voor auteurs die zijn uitgesloten van arXiv.org en andere repositories vanwege submissie-filtering.

### Biologie
Op basis van het succes van arXiv, werd in 2013 bioRxiv geïntroduceerd. Deze preprint server wordt beheerd door Cold Spring Harbor Laboratory. Therapoid Preprint werd in 2017 gelanceerd door Open Therapeutics.

### Scheikunde
In 2016 werd ChemRxiv aangekondigd, en is sinds 2017 online. Deze preprint server wordt onderhouden door de American Chemical Society (ACS). In 2017 werd bevestigd dat ChemRxiv wordt ondersteund door figshare. Artikelen ondergaan een eerste screening op aanstootgevende en / of niet-wetenschappelijke inhoud, maar ondergaan geen formele peer review. ChemRxiv was overigens niet de eerste preprint server voor scheikunde, maar een eerder initiatief had het niet gehaald.

### Rechten
In mei 2017 werd de service LawArXiv gelanceerd.

### Sociale wetenschappen
Een van de eerste preprint servers is PhilSci-Archive, gelanceerd in 2001, voor alle subvelden van Philosophy of Science, gehost door de bibliotheek van Universiteit van Pittsburgh.
Het Social Science Research Network (SSRN) is een server voor zowel preprints als geaccepteerde artikelen. De download- en citatiegegevens op de site worden voor elk opgeslagen artikel weergegeven. In mei 2016 werd SSRN overgenomen door Elsevier.
SocArXiv is in juli 2016 opgericht door een groep sociologen, leden van de academische bibliotheekgemeenschap, en hun technologiepartner, het Center for Open Science, met behulp van het Open Science Framework. Het is administratief ondergebracht bij de Universiteit van Maryland en wordt geleid door Philip Cohen. SocArXiv werd officieel gelanceerd in december 2016.
PsyArXiv is een soortgelijke preprint-service voor de gedragswetenschappen die in 2016 werd gelanceerd door de Society for the Improvement of Psychological Science en het Center for Open Science.

### Geesteswetenschappen
In de geesteswetenschappen is het publiceren van preprints nog zeer ongebruikelijk. Toch komt hier langzaamaan verandering in. Op dit moment is het in 2016 opgerichte Humanities Commons de belangrijkste preprint server voor specifiek de geesteswetenschappen.